# The Whirl of Life
The Whirl of Life è un film muto del 1915 diretto da Oliver D. Bailey. Sceneggiato da Catherine Carr su un soggetto di Vernon Castle, racconta in maniera romanzata l'inizio del successo della coppia Vernon e Irene Castle, celebri ballerini che, negli anni dieci, furoreggiarono prima a Parigi e poi anche negli Stati Uniti, vere icone popolari non solo della danza ma anche della moda dell'epoca.

## Trama
Irene, dopo aver accettato la proposta di matrimonio di Crosby, attore in una compagnia teatrale, incontra Vernon sulla spiaggia e se ne innamora. I due giovani si sposano e partono per Parigi, messi sotto contratto. In Francia, però, devono vedersela con il fallimento del loro spettacolo che li mette sul lastrico. Senza soldi, affamati, riescono a trovare un lavoro al Cafè de Paris, dove si trovano a danzare quasi per caso. Il loro numero fa sensazione e diventano da un giorno all'altro una coppia di ballerini alla moda. Ritornati a New York, aprono un proprio locale, Castles-by-the-Sea.
Crosby, l'ex-pretendente di Irene, diventato nel frattempo produttore teatrale, sta per debuttare con un suo show la stessa sera in cui è prevista l'inaugurazione di Castles-by-the-Sea. Per impedire che la serata interferisca con il suo spettacolo, pianifica di rapire Irene, il cui numero di ballo con Vernon è la grande attrazione della serata di apertura. Ma Vernon salva la moglie, ritrovandola grazie a uno dei suoi cani. Il loro spettacolo, alla fine, sarà un gran successo.

## Produzione
Il film fu prodotto dalla Cort Film Corp. Venne girato sul Lago Michigan, nell'Illinois e a Coney Island e Long Island (New York).
Fu il film d'esordio, come comparsa, di Ruth Gordon.

## Distribuzione
Uscì nelle sale cinematografiche USA nell'ottobre 1915.